# Alma Kuula
Alma Johanna Kuula, född Silventoinen 5 november 1884 i Sankt Petersburg, död 8 oktober 1941 i Villmanstrand, var en finländsk sångerska. Hon var syster till sångerskan Oili Siikaniemi och maka till kompositören Toivo Kuula.

## Biografi
Kuula föddes i Sankt Petersburg som dotter till guldsmeden Pekka Silventoinen och Hanna Häggson. I familjen föddes fyra musikaliska döttrar, varav två, Alma och Oili, blev sångerskor. 1901 examinerades Kuula från en flickskola och studerade vid Helsingfors musikinstitut 1903–1908. Från början studerade Kuula piano, men genom Armas Järnefelt fick hon sångundervisning av Abraham Ojanperä och Alexandra Ahnger. Redan under skoltiden inledde hon ett förhållande med sin blivande make, Toivo Kuula. Dessa två gjorde sedan turnéer genom Finland.
Kuula gjorde studieresor till Milano 1908–1909, 1911–1912 samt 1913–1914. Hon studerade i Paris 1909–1910 och gav sin första konsert 1911. Hon studerade i  Berlin 1922 och Rom 1928. 1916 gav hon konserter och uppträdde som solist i Petrograd och verkade likaså i Milano 1914, Tallinn 1919, Tyskland 1920, 1922, 1924 och 1928, Budapest 1924, 1928 och 1938, Sverige 1926, 1931 och 1937, Oslo 1937 samt i Riga 1938.
1914 gifte sig Alma och Toivo Kuula, men redan 1918 blev hon änka. Under 1930-talet drog sig Kuula tillbaka som konsertsångerska och inriktade sig på undervisning. Hon var sånglärare i Helsingfors och gjorde fyra skivinspelningar 1937 med sånger komponerade av sin make. Under inspelningarna verkade Martti Similä som pianoackompanjatör. Kuula planerade att ge en konsert i oktober 1941 i Villmanstrand, men avled under resan av en hjärtinfarkt.